# Biebrza
Biebrza – rzeka w północno-wschodniej Polsce, prawy dopływ Narwi.
Długość: ok. 165 km, powierzchnia dorzecza: 7051 km².
Biebrza ma źródła na południe od Nowego Dworu w województwie podlaskim, uchodzi do Narwi ok. 3 km od Wizny. Poprzez Kanał Augustowski łączy się z Niemnem. Biebrzę charakteryzuje asymetria dorzecza: bardziej rozwinięte jest dorzecze prawobrzeżne – 75,5% (głównie rzeki spływające z Pojezierza Mazurskiego), lewobrzeżne stanowi 24,5%.
Na całej długości rzeka płynie pradoliną Biebrzy, która ma największą w Polsce pojemność retencyjną (porównywalną do pojemności największych w kraju zbiorników wodnych). Jest to szczególnie ważne w czasie wiosennych roztopów, gdy rzeka tworzy rozległe rozlewiska.
Biebrza ma większy średni przepływ (34,9 m³/s) niż Narew przed połączeniem rzek (32,5 m³/s w Strękowej Górze).
Basen środkowy rzeki Biebrzy – jest to szeroka i rozległa przestrzeń ciągnąca się od Kępy Sztabińskiej do przewężenia w okolicach Osowca-Twierdzy. Granicę północną tworzy wysoczyzna Pojezierza Ełckiego. W basenie środkowym dominuje płaski obszar bagien.
Basen południowy rzeki Biebrzy – znajduje się na południe od Osowca-Twierdzy. W części tej występują dobrze nawodnione torfowiska z licznymi starorzeczami. Nad bagnami górują liczne grądy, wśród nich występują uroczyska. Do najbardziej znanych należą: Kaliszek, Koźli Rynek, Kobielne, Pogorzałe, Kiermuz, Kopciowe, Puchaczowe i Lisie Jamy. W części tej znajdują się największe kompleksy olsów, łęgów oraz rzadki gatunek brzozy niskiej położone wśród niedostępnych bagien. Jednym z największych i najdzikszych w basenie południowym jest bagno Ławki.

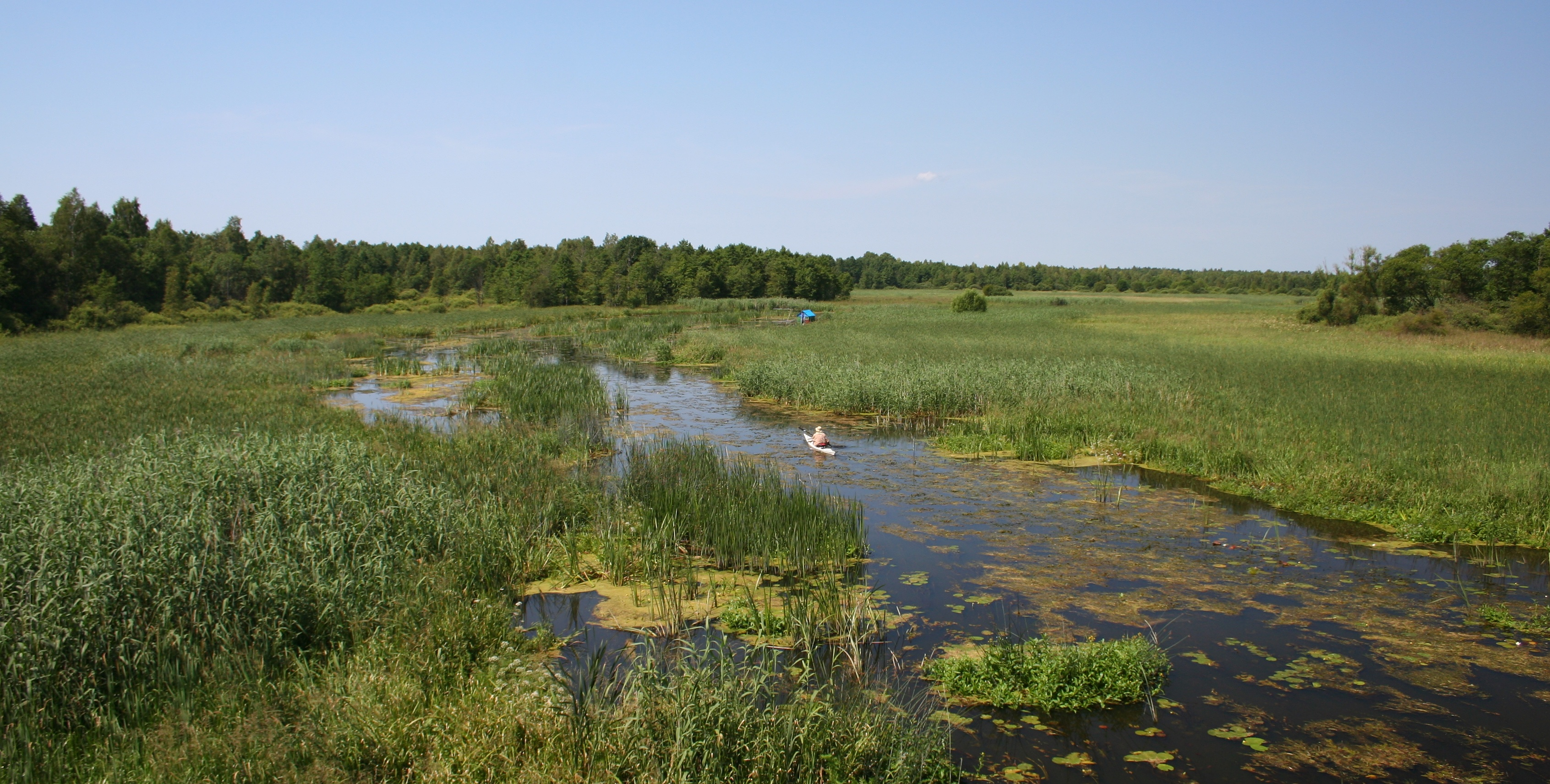
Rzeka w początkowym biegu w bezpośrednim sąsiedztwie Lipska

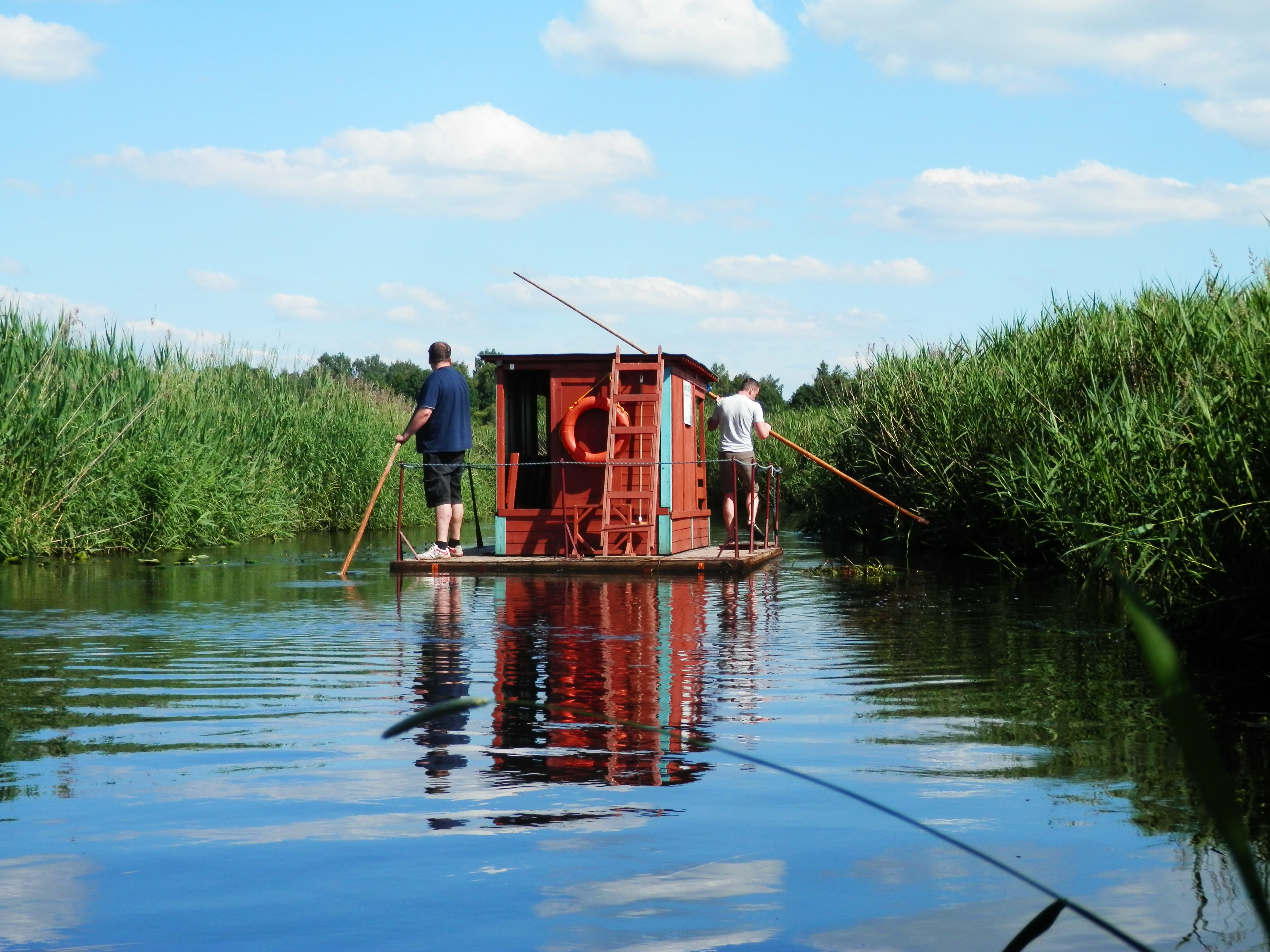
Tratwa na Biebrzy

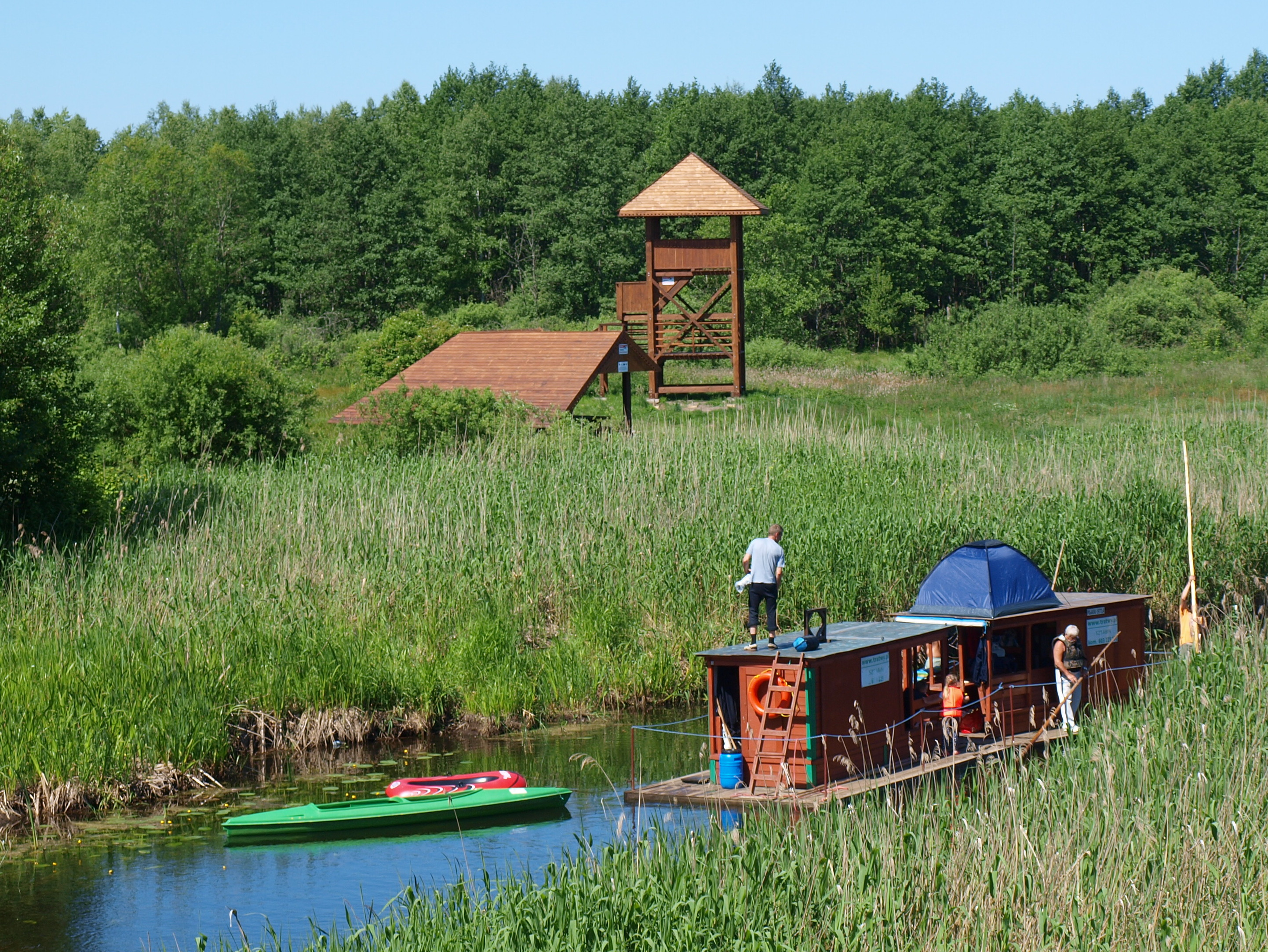
Spływ tratwą na Biebrzy, Sztabin

W dolinie Biebrzy znajduje się największy w Polsce obszar bagien – tzw. Bagna Biebrzańskie. Jest to miejsce występowania wielu rzadkich zbiorowisk roślinnych oraz gatunków zwierząt, zwłaszcza ptaków. Dolina Biebrzy ma ogromne znaczenie jako lęgowisko dla ptaków związanych ze środowiskiem bagiennym, tym bardziej że takie miejsca zanikają w krajobrazie Europy. Ponadto Kotlina Biebrzańska ma ogromne znaczenie dla wielu gatunków ptaków żerujących oraz wypoczywających w czasie corocznych wędrówek. Dla ptaków siewkowatych, wymagających rozległych, podmokłych obszarów, Biebrza stanowi jedną z najważniejszych ostoi w Europie Środkowej.
Większość tego terenu jest objęta ochroną – znajduje się w Biebrzańskim Parku Narodowym. Niemal cała Biebrza znajduje się na terenie parku (ok. 155 km).
Zgodnie z Rozporządzeniem Rady Ministrów z 2002 r. ws. klasyfikacji śródlądowych dróg wodnych, Biebrza ma klasę żeglowną Ia i stanowi szlak wodny łączący Wisłę, poprzez Narew i Kanał Augustowski z Niemnem.
Ze względu na walory przyrodnicze, rzeka jest popularnym miejscem spływów kajakowych oraz spływów tratwami, szczególnie atrakcyjnych w czasie wiosennych wezbrań wody. W tym celu wyznaczono szlak wodny o długości 135 km z polami namiotowymi i punktami widokowymi.
Nazwa Biebrzy pochodzi prawdopodobnie od bałtyjskiego słowa oznaczającego bobra (lit. bebras). Nazwa pojawia się w dokumencie księcia Kiejstuta z 1358 r. opisującym granicę z Mazowszem. Piewcą Biebrzy w literaturze jest Mikołaj Samojlik.
Bagna Biebrzańskie są największą w Polsce ostoją łosi. Kilka osobników przetrwało II wojnę światową na terenach rezerwatu Czerwone Bagno i przy pomocy człowieka dało początek sporej biebrzańskiej populacji łosi. Dzisiejsze bobry biebrzańskie to potomkowie zwierząt sprowadzonych w 1945 roku do Osowca z Woroneża w Rosji.
Nad Biebrzą żyją również jenoty, piżmaki, wydry, borsuki, lisy, gronostaje, sarny i jelenie. Rzadko można spotkać wilka.
W wodach występuje około 36 gatunków ryb, m.in. szczupaki, sumy i węgorze, a także klenie i brzany – typowe dla rzek podgórskich.

Ważniejsze miejscowości leżące nad Biebrzą:
- Nowy Dwór
- Lipsk
- Sztabin
- Goniądz
- Osowiec-Twierdza

## Ochrona przyrody
- Biebrzański Park Narodowy
- Rezerwat przyrody Czerwone Bagno

## Galeria

Basen południowy rzeki Biebrzy

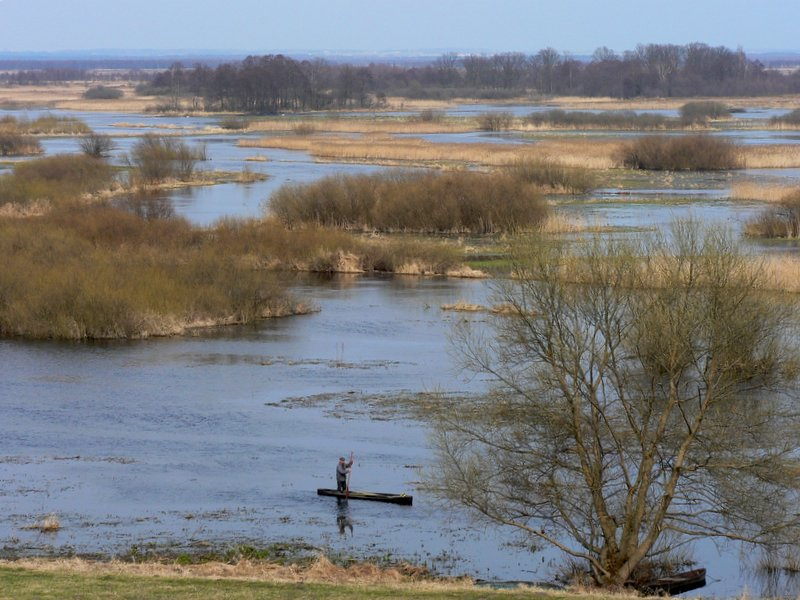
Biebrza w Burzynie
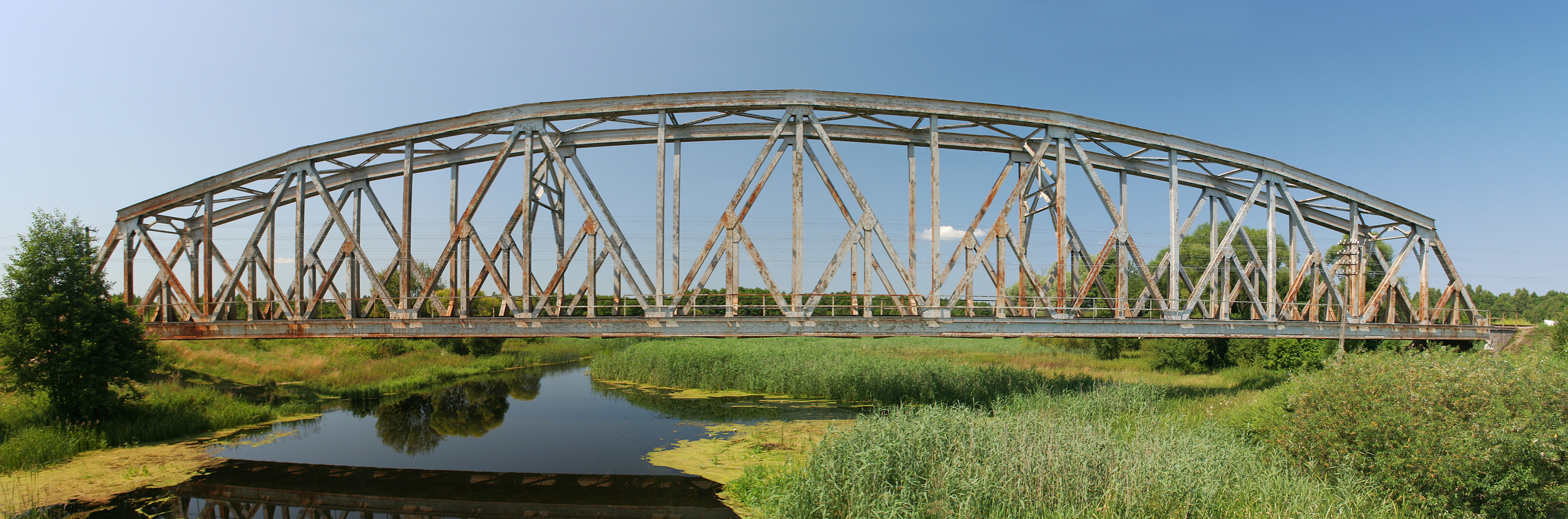
Most kolejowy nad Biebrzą, w górnym biegu rzeki w okolicach wsi Jastrzębnej Pierwszej i Kamiennej Nowej
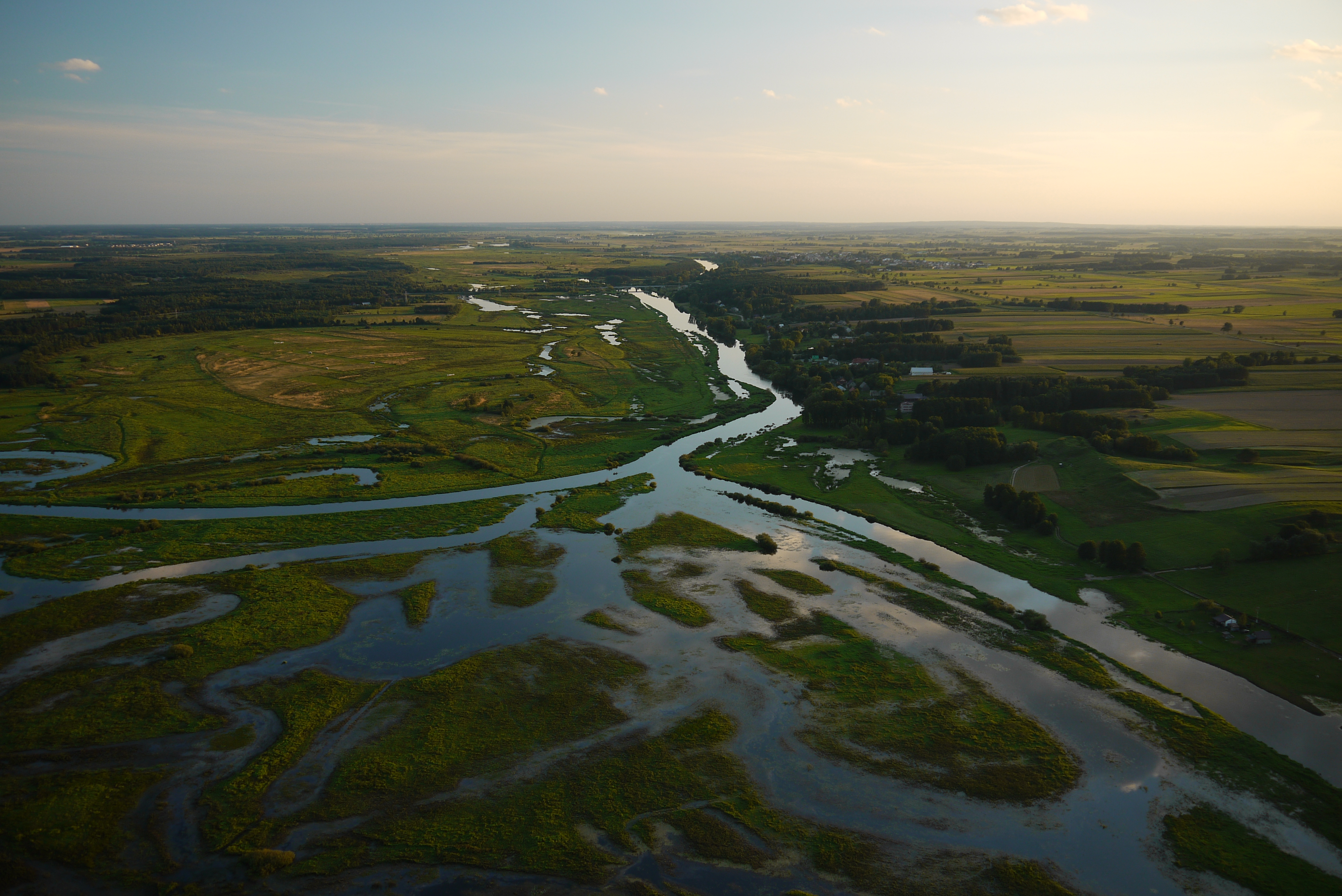
Ujście Biebrzy do Narwi, widok z lotu ptaka, ok. 3 km od Wizny